# Some Kind of Monster
Some Kind of Monster är en dokumentärfilm om Metallica.
Tittaren får följa Metallica under bland annat basisten Jason Newsteds avsked, inspelningen av albumet St. Anger och de ständigt intensiva konflikter som uppstår inom bandet. Tittaren får även se en audition som Metallica håller för att hitta en ny basist.
Some Kind of Monster är också en låt på Metallicas album St.Anger.